# Fågelläte

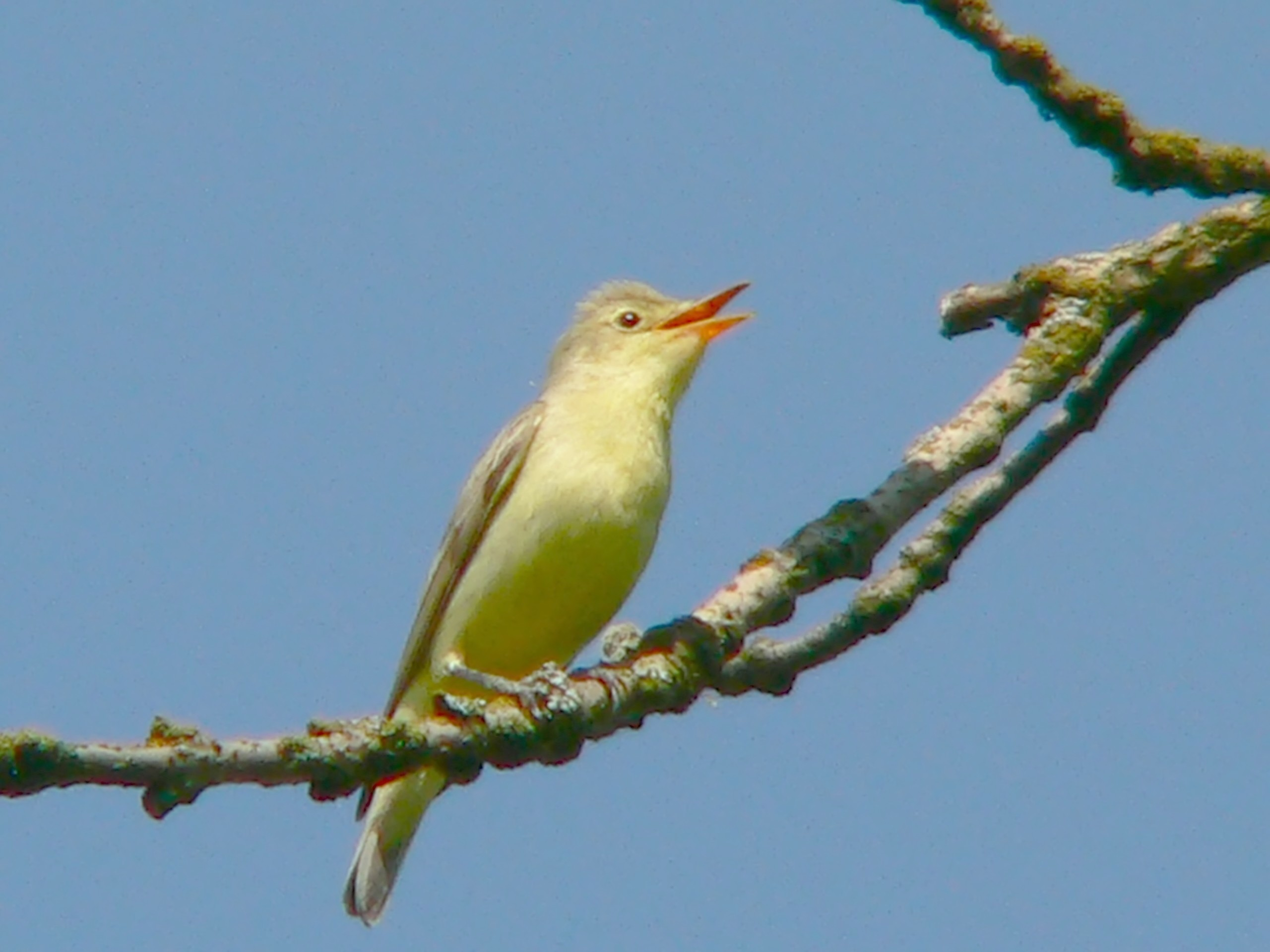
Härmsångaren härmar andra fågelarters sång.

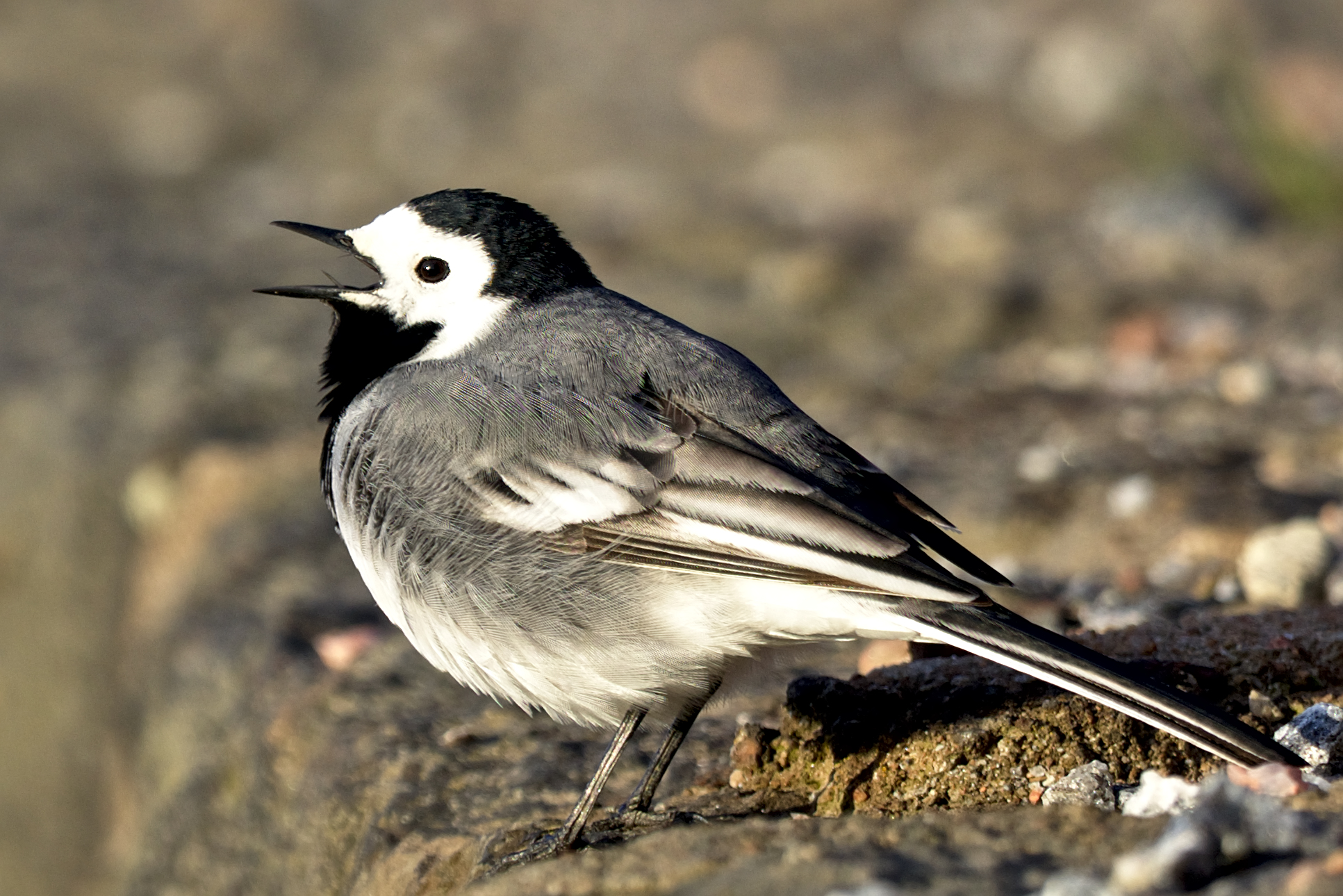
Sjugande sädesärla, notera tungan som sträcks fram.

Fågelläte är samlingsnamnet för alla ljud som fåglar kan åstadkomma. Främst avses de ljud som skapas med strupen, men fåglar åstadkommer även andra mekaniska läten med exempelvis näbben och vingarna. Exempelvis fungerar hackspettars rytmiska trummande som revirhävdande och enkelbeckasinen åstadkommer ett vinande läte med hjälp av sina vingar när den störtdyker vid spelflykt.
Fåglars läten (som åstadkoms med strupen) delas in i olika kategorier som sång, lockläte, varningsläte, skuggsång och tiggläte. De olika lätena används av fågeln vid olika tillfällen och i olika perioder i fågelns liv. Många arter har en stor repertoar av fågelläten som inte bara innehåller olika visslande läten utan även slag, brus och vibrationer, medan andra arter är i det närmaste stumma. Ordningen tättingar som ibland kallas för just sångfåglar har den största repertoaren läten.
Fåglars läten används bland annat för att hävda revir, vid val av partner, för att varna, för igenkänning mellan individer och för att ge respons på individer av samma art.

## Anatomi
Luftstrupen på fåglar delar sig nedtill i två luftrör (bronker). I luftstrupen finns två struphuvuden, ett övre larynx (som saknar stämband) och ett nedre syrinx som sitter ungefär där de två bronkerna går samman i luftstrupen. Syrinx finns endast hos fåglar och är en broskig struktur försedd med muskler och är det organ som fåglar använder för att skapa läten. Eftersom detta ljudalstrande organ sitter i brösthålan utgörs resonansrummet, utöver munnen, även av luftstrupen. Detta resonansrum är förhållandevis orörligt och kan liknas vid röret i ett blåsinstrument. Hos en del fåglar är luftstrupen förlängd och kan bilda ett flertal slingor. Ljud skapas genom att luft pressas upp genom luftrören samtidigt som fågeln med hjälp av sin bröstmuskulatur böjer in de yttre stämläpparna mot de inre stämläpparna som är små och fasta. Det bildas då två röstspringor som är mycket formbara och kan åstadkomma en stor mängd ljud. Vanligast är att bara en av de två röstspringorna används men vissa arter kan kontrollera dem båda, oberoende av varandra, och kan på så vis producera två toner på samma gång. Syrinx är också försett med ett eller flera vibrerande membraner som bidrar till ljudproduktionen.

## Olika fågelläten

### Sång

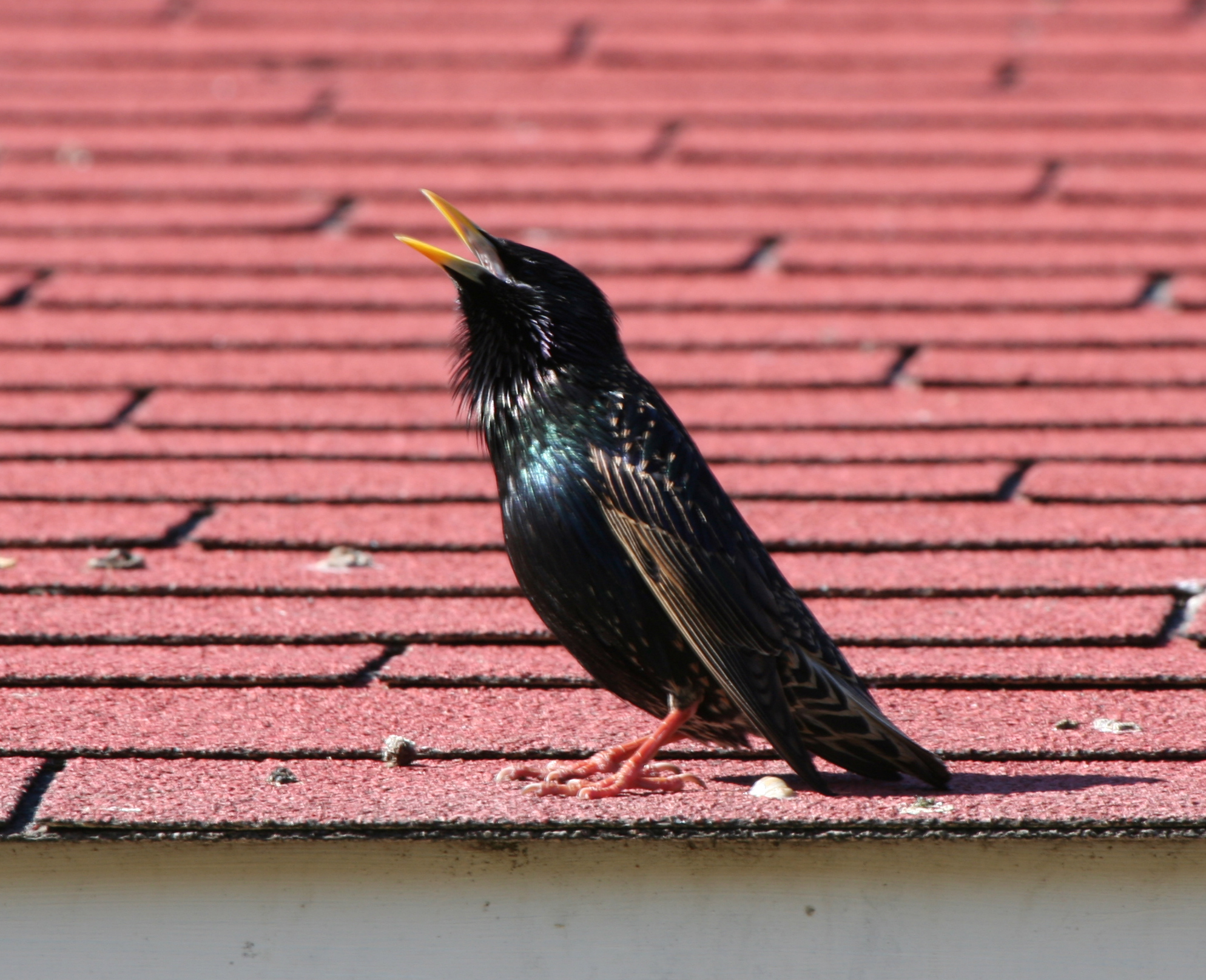
Sjungande stare. staren är känd som en skicklig härmare och kan åstadkomma en mängd olika läten.

När en fågel sjunger producerar den ett läte som är ämnat att fungera som kommunikation. Det vill säga att sången är en signal till fågelns artfränder. Många arter har en hel repertoar av sångtyper, där varje sångtyp består av en uppsättning fraser som i sin tur delas upp i stavelser som i varje fras har en specifik ordning. 
Sången används främst vid häckningstid för att attrahera en partner och för att hävda reviret och när väl äggen är lagda tystnar fågelsången. 
Många arter har förmåga att härma andra ljud än den egna artens repertoar. Vanligast är att fåglar härmar andra arter men vissa fågelarter kan även härma andra former av ljud. Ett svenskt exempel är koltrasten som kan höras härma mobiltelefoner eller andra ljud i staden.
Men de flesta arter härmar bara individer av samma art. Det har visat sig att behovet bland tättingar att sjunga är en instinkt, däremot är inte sången i sig en instinkt utan något som de lär sig av sina föräldrar. De flesta arter bland tättingarna lär sig sjunga under de 60 första dagarna och det har visat sig att det för många arter krävs att denna inlärning sker i ett socialt sammanhang med andra artfränder. Det vill säga att man inte kan lära upp fågeln med hjälp av inspelade fraser. Om en ungfågel inte lärs upp att sjunga kommer den aldrig att behärska sång och den kommer därför förmodligen aldrig att attrahera en partner och få ungar. 
Vissa arter imiterar exakt den sång som deras föräldrar utsätter dem för medan andra arter snarare tar delar av fraser och sätter ihop dem efter eget tycke inom en viss gräns för hur just deras art brukar sjunga. De flesta arters ungar som utsätts för sång från andra arter börjar inte härma dem.

### Lockläte
Kanske är sången det mest spektakulära av fågellätena men lockläten kan vara nog så arttypiska. Ibland kallar man även dessa lockläten för överflygningsläte. Locklätet är oftast kort och brukar ha en hög volym. Många arter använder sig av det när de flyger för att hålla ihop flocken eller för att få kontakt med artfränder nere på marken.

### Varningsläte
De flesta fåglar har ett läte för att varna artfränder när exempelvis ett rovdjur närmar sig.

### Skuggsång
Denna sång kan bäst beskrivas som en fågel som sjunger för sig själv. Exempelvis är det inte ovanligt att övervintrande fåglar ägnar sig åt att sjunga långt innan häckningsperioden startar. Yngre fåglar kan ägna sig åt det för att öva sig inför häckningssäsongen och även honor nyttjar skuggsång.

### Tiggläte
Tiggläte är något som ungar har för att förmå föräldrarna att ge dem mat. Speciellt brukar man tala om tiggläten när det gäller rovfåglar och ugglor.

## Dialekter
Fågelläten är inte något fast och definierat. Precis som bland människor förändras fågelpopulationers läten. Populationer som av en eller annan orsak är åtskilda kan utveckla olika dialekter. Det finns studier som visar på att inom vissa arter väljer honan aldrig en partner som har samma dialekt på locklätet som hon själv. Det har också visat sig att vissa arter av kolonihäckande fåglar kan känna igen sin unge på lätet.

## Inspelning av fågelläten

### Historik
Den förste att spela in fågelläten var tysken Ludwig Kock som började med detta 1889. De första amerikanska inspelningarna skedde 1898 under ledning av ornitologen Sylvester D. Judd. 1912 utvecklades och förfinades apparaturen för fältinspelningar av forskare vid universitetet i Cornell under ledning av Arthur Allen.

### Spektrografi
Idag används ibland spektrografi, eller sonogram som det också kallas, för att avgöra skillnader mellan underarter bland fåglar och inom ornitologin har intresset för just fågelläten bara blivit större de senaste åren. I och med att man har börjat förstå fåglars beteende genom studier så har man förstått att fågelsång kan vara en tydlig indikator för en mängd olika företeelser.

### Ljudligaste
Enligt en studie publicerad 2019 skapar den vita klockkontingan det ljudligaste fågellätet som någonsin uppmätts med 125 dB. Rekordet hölls tidigare av larmpiha med 116 dB.

## Stadsfåglars förändrade sång
Många småfåglar som lever i städer har på grund av den bullriga miljön anpassat sina läten för att höras bättre. Vissa arter som lever i städer sjunger kortare och snabbare än artfränder på landsbygden. Vissa arter, som exempelvis talgoxe har även anpassat tonhöjden och sjunger på högre frekvenser. Denna förmåga till anpassning hos vissa arter kan vara en förklaring till varför vissa fågelarter klarar sig bättre i stadsmiljöer än andra arter.

## Fågelsång och musik
Fågelsång används ibland i eller som inspiration till musik. Den franska 1900-talskompositören Olivier Messiaen bakade in mycket fågelsång i sina komponerade verk. Hans verk Catalogue d'Oiseaux innehåller flera pianosolon baserade på fågelsång och orkesterstycket Réveil des Oiseaux utgörs nästan enbart av fågelsång. Flera andra av hans kompositioner, bland annat Quatuor pour la fin du temps, väver in fågelsång på liknande sätt.

## Fågelsång och upplevelsevärden
Naturljud (som till exempel porlande vatten och ospecificerade fågelläten) upplevs generellt som positiva ljud medan mänskligt alstrade ljud (från till exempel bilar) generellt upplevs som negativa. Ytterst få studier har gjorts på hur artspecifika fågelljud upplevs och än färre hur fågelsång från flera arter upplevs. En studie i Sverige med definierade fågelsånger har funnit att unga människor upplever stadsmiljöer som än mer positiva om de får höra fågelsång från flera arter (än enskilda arter).   Dock finns det tidigare studier som visar att till exempel ljudet från fiskmåsar kan upplevas som negativa.